# Kostel svatého Petra a Pavla (Čáslav)
Kostel svatého Petra a Pavla je římskokatolický chrám v Čáslavi. Je chráněn jako kulturní památka České republiky. Jedná se o nízkou, orientovanou, jednopodlažní stavbu; obvodové zdivo presbytáře (se sedlovou střechou) a trojlodí (se stanovou střechou) dosahuje stejné výšky přibližně 12 m, věž je vysoká 88,5 m. Z historicko-architektonického hlediska spočívá unikátnost dnešního chrámu v zachovalosti a vysokém stáří románského kostela sv. Michala (dnešního presbytáře) a v jeho výjimečném stavebním spojení s vrcholně středověkým chrámem.

## Historie
Prvním farním kostelem v Čáslavi byl románský tribunový kostel sv. Míchala, tvořící dnes sakristii děkanského chrámu sv. Petra a Pavla. Nejstarší písemné zprávy o tomto kostele však pocházejí až z počátku 14. století (z r. 1307 či 1310) a jeho vznik a historii lze tedy analyzovat pouze ze stavby samotné. Kostel byl vybudován asi v polovině 12. stol. stranou prvotního osídlení rozprostírajícího se kolem Hrádku, na území, které panovník, jako majitel veškeré půdy, dal do zástavy významnému rodu pánů z Chlumu; zakladatel románského kostela stavbou vyjádřil svůj nárok na držené území. Pánové z Chlumu nad ním drželi patronát až do r. 1307 (event. 1310), kdy ho postoupili komendě řádu německých rytířů v Drobovicích. V kostele je dosud pochován jeden z příslušníků tohoto rodu, Jistislav.
Později se kolem kostela začala rozrůstat osada, a po založení města Čáslavi (po roce 1248) místní obec rozhodla o vybudování nového většího chrámu; postaveno však bylo pouze presbytář. Není zřejmé, komu byla nová stavba zasvěcena a jaký měla vztah k původnímu kostelu (stavebně jde o jediný objekt) – ještě v roce 1307, resp. 1310, byl však kostel uveden pod jménem sv. Michala.
Další útržkovitá zpráva o kostele pochází z roku 1325, kdy patronát nad ním převzal sedlecký klášter. Opět pouze z analýzy objektu samotného vyplývá, že zhruba v polovině 14. století vzniklo kostelní trojlodí a současně byla vybudována kaple Panny Marie Bolestné, nyní kaple sv. Anny. Je možné, že tehdy došlo k novému vysvěcení kostela, který od té doby nese jména apoštolů Petra a Pavla. Z druhé poloviny 14. stol. pochází několik zpráv o zakládání oltářů v nově vybudovaném kostele. První zřejmě byly založeny v letech 1358 a 1360, z r. 1362 pochází zmínka o oltáři sv. Kateřiny, v r. 1387 zřejmě vznikl samostatný oltář sv. Zikmunda, v r. 1389 oltář sv. Mikuláše, v r. 1390 oltář sv. Leonarda, Felixe, Adaukta, z r. 1391 pochází zmínka o již dříve existujícím oltáři Panny Marie, v r. 1404 zřejmě vznikl oltář sv. Kříže, a v r. 1405 oltář sv. Apoštolů (tedy Petra a Pavla). Kromě oltáře v mariánské kapli byl tedy čáslavský kostel ozdoben sedmi nebo osmi oltáři; jejich četnost svědčí mimo jiné o dostatku finančních prostředků.
V červnu roku 1421 se v kostele konal Čáslavský sněm.

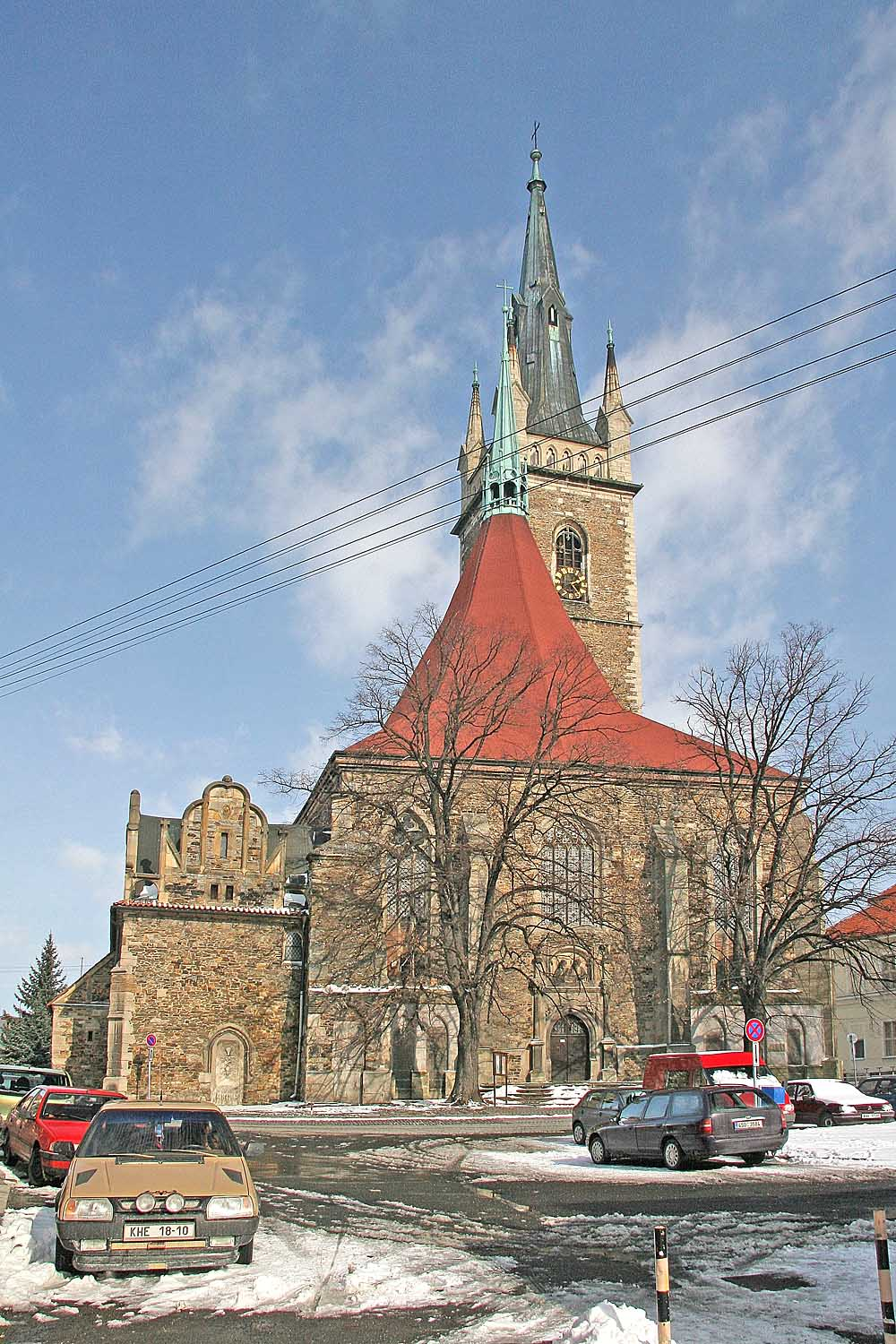
Kostel svatých Petra a Pavla

Zřejmě v tomto období, tedy asi počátkem 15. stol., byla do nároží mezi jižním bokem presbyteria a východní zdí jižní lodi vestavěna věž.
V r. 1452 byl kostel poničen prvním velkým požárem; v důsledku toho došlo k některým opravám a úpravám. U severní boční lodě vznikl přístavek s klenbou o třech polích, kvůli kterému byla jednak prolomena západní průčelní zeď kaple Panny Marie (portálek z ní byl přenesen na západní průčelní zeď přístavku), a jednak byla v arkádách mezi opěrnými pilíři probourána boční zeď severní lodi, okna na této straně byla zazděna a zakryta střechou přístavku.
Na konci 15. stol. (asi r. 1491 nebo 1494) byla zahájena dostavba věže. V r. 1497 bylo s mistrem Blažkem smluveno provedení kamenického díla pro okna věže, v r. 1498 byl zakoupen provaz na vytahování kamenů k stavbě horních partií věže, r. 1502 byla uzavřena smlouva na krov a r. 1506 byla na věž posazena korouhvička.
V r. 1522 byl však kostel požárem tak poničen, že se obec odhodlala k rozsáhlým úpravám, které byly zahájeny v r. 1537. Nově byly vybudovány pilíře a klenba trojlodní stavby, došlo k úpravě přední části západního průčelí s portálem, severozápadní nároží kostela bylo zpevněno mohutným opěrným prvkem. V severním přístavku byla vybudována kruchta i se schodištěm. Během této přestavby vznikla i celá hlavní římsa kostela. Stavební úpravy probíhaly nejméně do r. 1539. (Data zahájení a pravděpodobného ukončení oprav lze najít na samotné stavbě – na portále je vytesán rok 1537 a na svorníku klenby rok 1539.) Během uvedených úprav kostel zřejmě také získal stanovou střechu, bylo zvýšeno vřetenovité schodiště u věže a zřízena předsíňka před vchodem do přístavku na severní straně kostela. (V uvedené podobě existuje kostel sv. Petra a Pavla vlastně dodnes; architektonické zásahy provedené v době baroka jsou nepodstatné a řada z nich byla eliminována při rozsáhlé opravě v letech 1908–1911.)

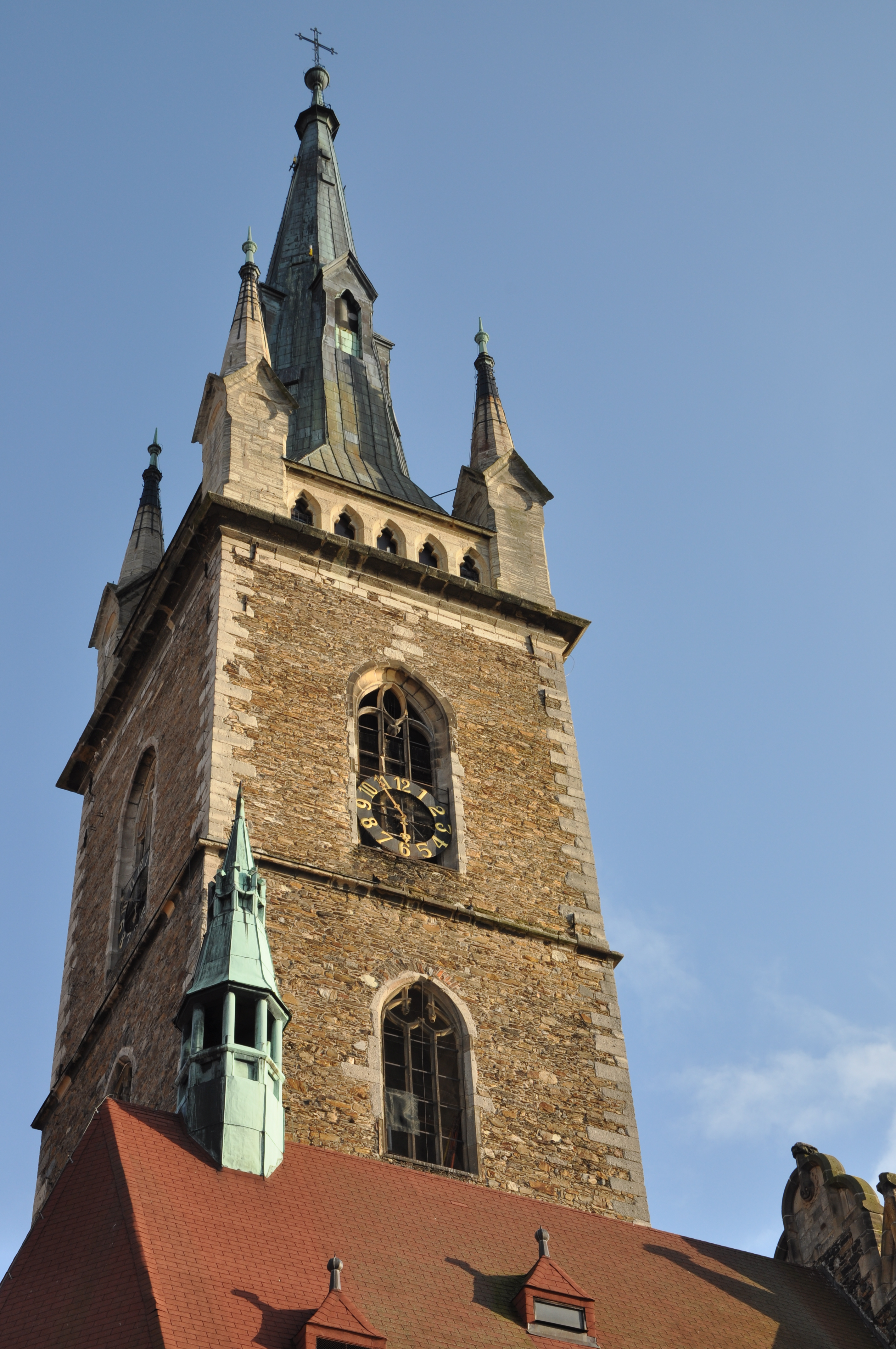
Detail věže

Při požáru v r. 1600 došlo ke zničení krovu věže, ale již v roce 1602 měla věž krov nový, s krytinou z mědi. V letech 1618–1627 byl kostel několikrát vydrancován, k dalšímu rozsáhlému drancování (od švédských žoldnéřů) pak došlo v r. 1643.

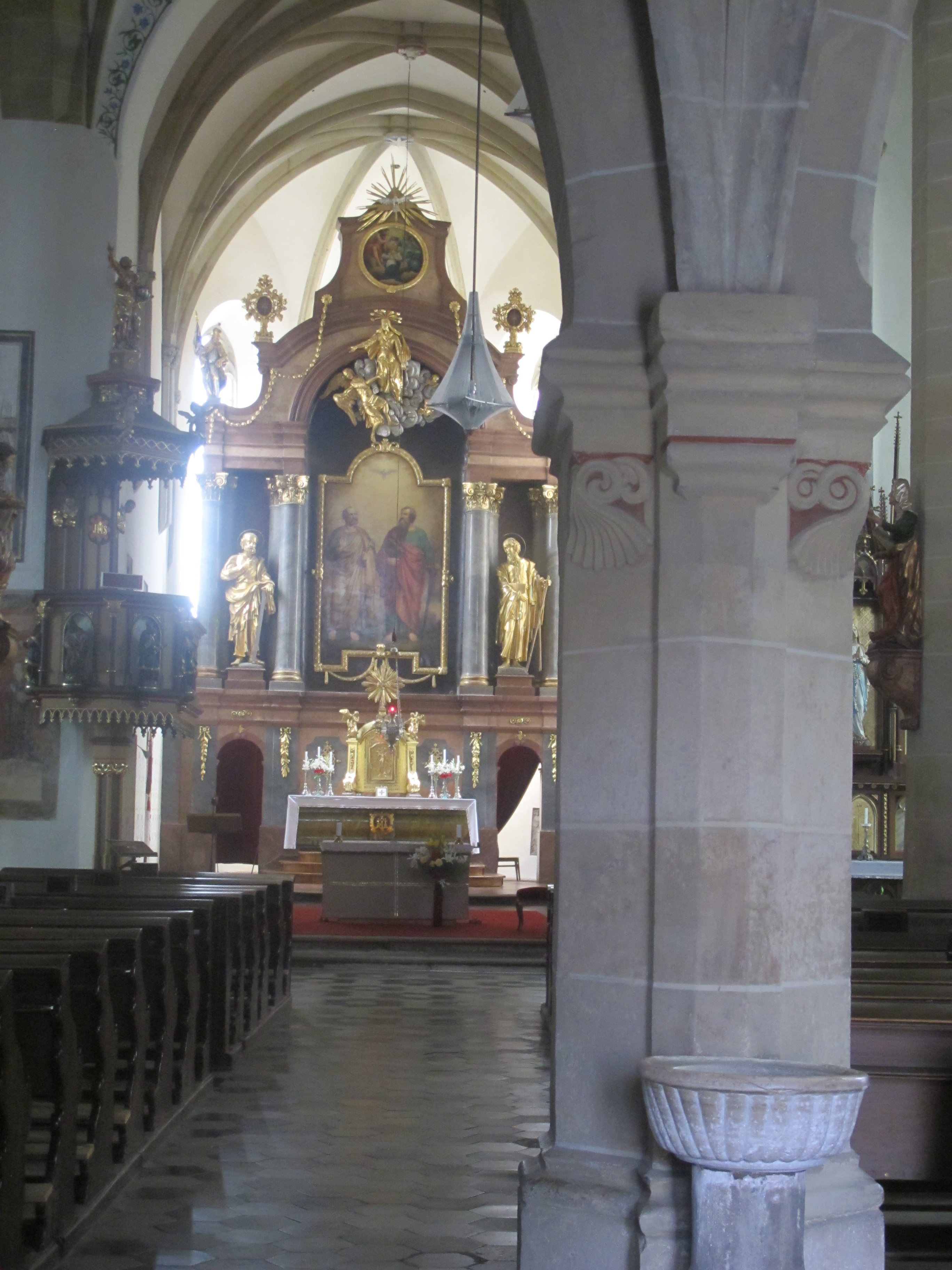
Interiér kostela

První informace z období po třicetileté válce, týkající se stavebních prací na kostele, pocházejí z let 1655–1660, kdy byla schválena částka na opravu kaple P. Marie Bolestné; tehdy zřejmě byla vybudována klenba se štukovou výzdobou. Je pravděpodobné, že současně byla vybudována i klenba v severním přístavku, který měl nejspíše do té doby pouze rovný strop. Je také možné, že ve stejné době byla nad sakristií zřízena komora, jejíž pultové zastřešení zakrylo a zvnějšku spojilo v jeden celek románský kostelík i kapli Panny Marie s presbyteriem.
V roce 1703 požár zničil znovu krov věže; v rámci opravy, dokončené přibližně v roce 1727, byl pořízen nový krov, vybudován byt hlásného a věž osazena hodinami. Během 18. století bylo také vyměněno staré vnitřní zařízení kostela za nové, barokní.
V r. 1825 byla věž kostela prohlášena za natolik zchátralou, že se stala životu nebezpečnou; hned vzápětí byla věž opravena podle návrhu dvorního stavitele Clementa Zobela.
V r. 1826 získal kostel nízkou sedlovou střechu pokrytou prejzy. O několik let později, v r. 1841, však oba krovy – na věži i kostelní lodi – shořely. V r. 1846 získal kostel provizorní střechu, věž však byla znovu zastřešena až v r. 1863, kdy byl celý objekt důkladně opraven krajským stavitelem Ing. Šulcem. Při této opravě byl také rozebrán a znovu postaven západní opěrný prvek, a jižní bok a průčelí kostela byly zpevněny přízemními vyzdívkami, do jejichž slepých arkád byly vsazeny náhrobní kameny. Tehdy také bylo téměř veškeré barokní zařízení kostela nahrazeno neogotickým.
V letech 1908–1911 pak byla pod vedením arch. Kamila Hilberta provedena rozsáhlá oprava a částečná rekonstrukce kostela.

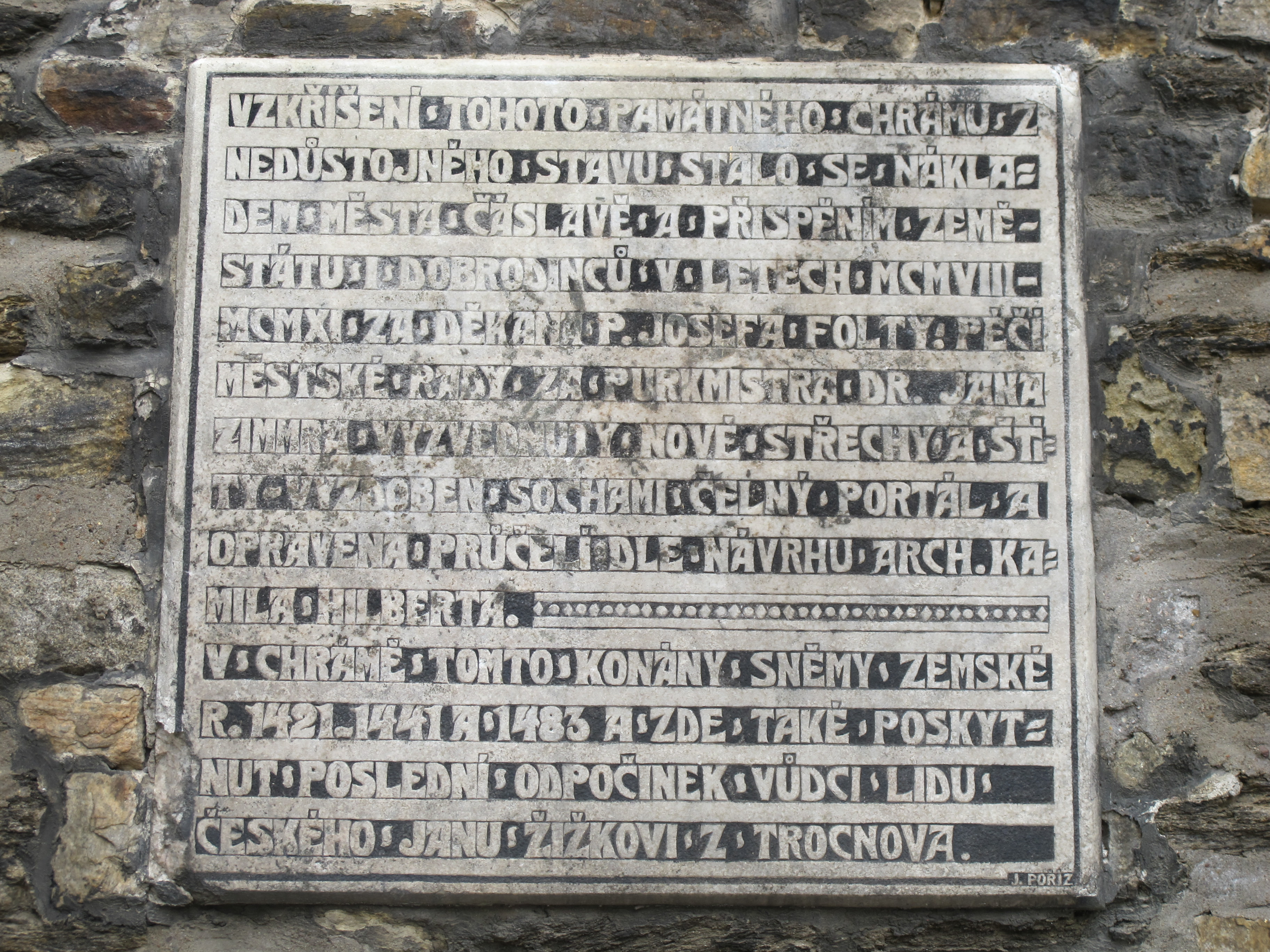
Nápisová deska z doby poslední rekonstrukce chrámu

### Stavební fáze a rekonstrukce kostela v bodech
1. období (v polovině 12. stol.): Románský kostel (nynější sakristie).
2. období (v polovině 13. stol.): Raně gotické kněžiště.
3. období (v polovině 14. stol.): Výstavba gotického trojlodí a kaple P. Marie Bolestné (nyní sv. Anny).
4. období (kolem roku 1430): Založení věže.
5. období (rok 1452): Oprava kostela po požáru, kdy byl kostel na severní straně rozšířen o přístavek.
6. období (od roku 1491 (ev. 1494) do roku 1500): Výstavba věže.
7. období (1537–1539): Pozdně gotická přestavba kostela po požáru v roce 1522.
8. období (1655–1660): Úprava kaple P. Marie, vybudována klenba této kaple a severního přístavku.
9. období (po roce 1703): Oprava kostela, vcelku nevýrazná.
10. období (rok 1826): Oprava střech a věže.
11. období (1841–1863): Úprava kostela, kdy byly hlavně zpevněny zdi přízemními vyzdívkami a zřízena dnešní koruna věže.
12. období (1908–1911): Hilbertova oprava a rekonstrukce.

## Ostatky Jana Žižky
Při rekonstrukci kostela v roce 1910 byl v zazděném výklenku učiněn kosterní nález, který bývá považován za ostatky husitského vůdce Jana Žižky. Jedná se mimo jiné o část lebky nazývané čáslavská kalva. O přenesení Žižkových ostatků do Čáslavi se píše ve Starých letopisech českých a závěry antropologických průzkumů čáslavského nálezu odpovídají tomu, co je o slavném hejtmanovi známo. Chybí však přímý důkaz bezpečně dokládající, že se opravdu jedná o ostatky Jana Žižiky. Nález je vystaven v Žižkově síni čáslavského městského muzea.

## Nejbližší okolí kostela

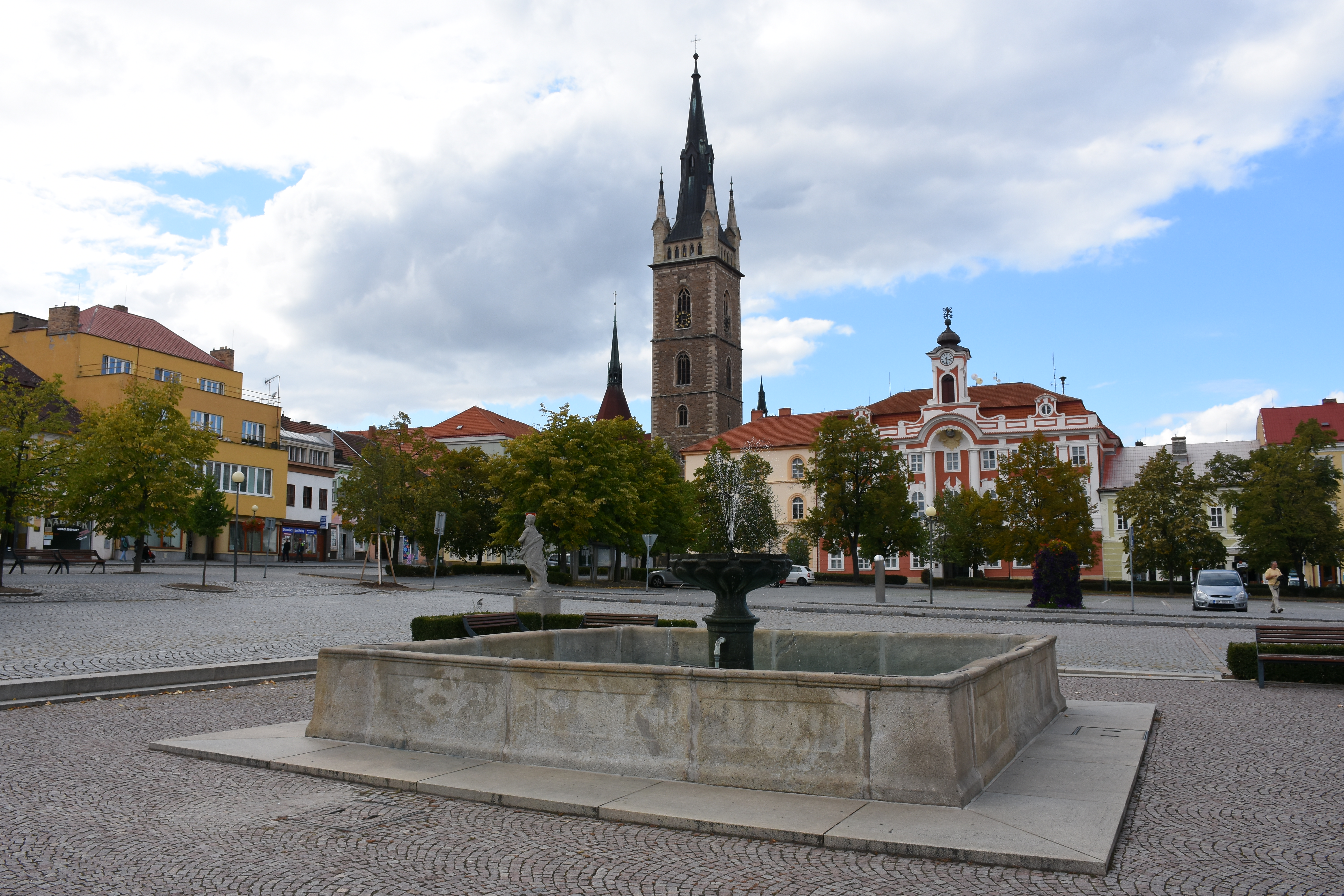
Věž kostela, dominanta Čáslav

Dnešní kostel sv. Petra a Pavla stojí na návrší v bezprostřední blízkosti čáslavských městských hradeb a Žižkovy brány. Z hlediska půdorysu města je kostel situován v severozápadním rohu dnešního hlavního náměstí Jana Žižky z Trocnova. Je zakryt blokem domů. Svým původním vchodem, jižním portálem, je obrácen směrem k náměstí. Také předchůdce dnešního kostela, kostel sv. Michala, se obracel hlavním vchodem k náměstí. Původní terén kolem kostela byl mnohem vyšší a vstup do kostela západním portálem nevedl po schodech. Kolem kostela se rozprostíral hřbitov obehnaný kamennou zdí s hlavní branou směřující k hlavnímu náměstí. U vedlejšího vchodu na hřbitov směrem k Žižkově bráně stála od roku 1627 márnice a kostnice. Císařským dekretem z roku 1782 přestal být hřbitov používán a roku 1829 se jej čáslavský magistrát rozhodl zrušit. Zbořena byla ohradní zeď, kostnice i předsíň u jižního vchodu kostela. Po vyzvednutí kosterních pozůstatků se ale terén nebezpečně snížil, základové zdivo bylo do značné hloubky obnaženo a hlavní vchod se dostal vysoko nad terén. Touto akcí počaly problémy kostela se statikou, ve zdech se objevily trhliny a původní poměrně slabé zdivo kostela muselo být zpevněno přizdívkou. V místě bývalého hřbitova, který se nacházel především před západním průčelím kostela, vzniklo dnešní Kostelní náměstí.